# Théophile Robert
Paul-Théophile Robert (* 12. August 1879 in Biel/Bienne; † 24. Februar 1954 in Neuenburg), heimatberechtigt in Le Locle, war ein Schweizer Maler, Zeichner, Graveur und Glasmaler.

## Leben und Werk
Théophile Robert war der Sohn von Léo-Paul Robert und Berthe Robert-de Rutté, Bruder des Philippe Robert und des Paul-André Robert, sein Grossvater war Aurèle Robert. Seine Enkelin Marie-Françoise Robert ist als Künstlerin tätig, ebenso wie ihr Sohn Jerry Haenggli. Théophile Robert heiratete 1908 Agnès Miéville. Seine erste künstlerische Ausbildung erhielt Robert bei seinem Vater. 1899 weilte er in Florenz. Von 1900 bis 1907 hielt er sich in Paris auf, wo er die École des Beaux-Arts besuchte. Danach liess er sich in Saint-Blaise nieder. 1918 begab sich Robert erneut nach Paris.
Als Vertreter des Neoklassizismus, dessen Werk durch Puristen wie Amédée Ozenfant und Le Corbusier beeinflusst wurde, errang er eine gewisse Anerkennung. Nach seiner Rückkehr nach Saint-Blaise 1929 wandte er sich der religiösen Monumentalkunst zu. So gestaltete er 1929 einen Kreuzweg in der Kirche von Tavannes und einen ebensolchen 1933 in der Pfarrkirche von Wünnewil. 1939 übernahm er die Innenausstattung der katholischen Kirche von Saint-Blaise. Von 1925 bis 1929 war Peter von Fels sein Schüler.
Théophile Robert starb am 24. Februar 1954 im Alter von 74 Jahren in Neuenburg.

## Werke (Auswahl)
- 1899: Berger du Languedoc, Ölmalerei
- 1901: Vue du lac de Bienne à Sutz, Öl auf Holz
- 1912: Déjeuner sur l’herbe, Kohlezeichnung
- 1917: Jeune fille au collier vert, Öl auf Leinwand
- 1920: Bethsabée, Eitempera
- 1921: Paysage cubiste à la pièce d’eau, Öl auf Leinwand
- 1928: Déjeuner champêtre, Öl auf Pavatex
- 1943: La Sicilienne, Öl auf Leinwand
- 1948: Vase verte avec pêches, Öl auf Holz
- 1953: Baigneuses, Gouache